# Anastatus myrmecobius
Anastatus myrmecobius is een vliesvleugelig insect uit de familie Eupelmidae. De wetenschappelijke naam is voor het eerst geldig gepubliceerd in 1931 door Ferrière.